# Claude Perrault
Claude Perrault (Parijs, 25 september 1613 - aldaar, 9 oktober 1688) was een Frans architect, arts en anatoom. Tevens was hij succesvol als auteur van verhandelingen over fysica en biologie. Hij is echter het meest bekend als de architect van de oostelijke vleugel van het Louvre in Parijs.

## Leven
Claude Perrault werd geboren op 25 september 1613 te Parijs. Hij was de derde zoon van Pierre Perrault, een advocaat aan het Parlement van Parijs. De bekendheid van zijn veertien jaar jongere broer, Charles Perrault – verzamelaar van sprookjes zoals Doornroosje en De gelaarsde kat die hij publiceerde in zijn Histoires ou contes du temps passé, avec des moralités: Contes de ma mère l'Oye – had ook positieve gevolgen op de carrière van Claude Perrault.
De familie Perrault maakte deel uit van de bourgeoisie en bezat een villa in Viry, in de vallei van de Seine. Claude Perrault ging studeren aan de prestigieuze École de Médicin de Paris waar hij in 1642 zijn doctoraat verkreeg. Daarna werkte hij als geneesheer en was hij actief op de faculteit geneeskunde van de Universiteit van Parijs als professor in de fysiologie en later ook anatomie.
Door zijn studies en werk in de geneeskunde had hij een goede kennis van de klassieke talen, meer bepaald het Grieks, wat hem later van pas zou komen om de Griekse termen te begrijpen in het werk De architectura van Vitruvius. Hij sloot zijn medisch kabinet toen hij in 1666 lid werd van de Académie des Sciences om zich zo volledig te kunnen inzetten voor zijn wetenschappelijk onderzoek. Claude Perrault deed onderzoek op gebied van anatomie en botanie en zijn bedenkingen en tekeningen werden in 1671 uitgegeven als een in-folio aan de Imprimerie Royale. In 1672 zou hij ook lid geworden zijn van de Académie Royale d’Architecture, hoewel hieromtrent controverse is ontstaan vanwege tegenstrijdigheden in een soort van aanwezigheidsregister dat bijgehouden werd. Hij had ook veel aandacht voor mechanica en ontwierp tal van machines die hun toepassing vonden in het leger en de bouwkunst. In 1675 publiceerde hij zijn Traité de méchanique en in de jaren 1680 schrijft hij nog over enkele van zijn onderzoeken in zijn Essais de physique (1680 – 88). Tussen dit alles door hield Perrault zich ook nog bezig met architectuur maar het is duidelijk dat hij op de eerste plaats vooral een wetenschapper was. Claude Perrault stierf door een infectie, opgelopen bij de dissectie van een kameel.

## Architectuur

### Werken
Buiten zijn wetenschappelijk onderzoek hield Perrault zich ook bezig met architectuur. Zo werd hij vooral bekend met zijn becommentarieerde vertaling van de tien boeken van Vitruvius en zijn ontwerp voor de oostgevel van het Louvre (1667 – 70).
Uit de tekeningen uit zijn jeugdjaren kan men afleiden dat Claude Perrault kennis had over compositie en perspectief. Claude Perrault was een geleerde arts met een grote belangstelling voor architectuur en een uitgebreide kennis over de theoretische aspecten ervan. Deze kwaliteiten, en mede door de invloed van zijn broer Charles Perrault, zorgden ervoor dat Perrault de opdracht kreeg om de tien boeken van Vitruvius in het Frans te vertalen. Perrault begon aan deze ingewikkelde opdracht en maakte in de eerste publicatie duidelijk dat deze vertaling vooral bestemd was voor architecten omdat hij door tijdstekort niet alle bruikbare bronnen en bruikbare kennis had kunnen verzamelen. In de tweede editie herstelde hij dit tekort aan achtergrondinformatie. Claude Perrault vertaalde niet alleen het werk van Vitruvius maar vervolledigde het met commentaar en resultaten van moderne onderzoeken. Dit werk werd gepubliceerd als een in-folio gewijd aan de koning, Lodewijk XIV. Perrault schreef dus als eerste een Franse vertaling van de tien boeken van Vitruvius dat later een referentiewerk zou worden in heel Europa. Het duurde 150 jaar alvorens een nieuwe vertaling verscheen maar Perraults werk blijft men gebruiken en waarderen omwille van de illustraties die vaak zorgen voor verheldering. De vertaling van Perrault moet wel bekeken worden vanuit een wetenschappelijk kader.
Voor deze vertaling onderzocht hij de restanten van klassieke gebouwen en stelde hij vast dat de verschillende vormen te maken hadden met de verschillende functies van gebouwen. In deze vertaling, "Les dix livres de l'architecture de Vitruve", tekent hij klassieke gebouwen neer en beschrijft deze met plattegronden. Hij zocht als het ware naar de reden waarom een gebouw er op een bepaalde manier uitzag, bijvoorbeeld voor de akoestiek in een theater.
In 1667 wordt door Jean-Baptiste Colbert een commissie opgericht om de Cour Carré van het Louvre te vervolledigen waarin Perrault, naast Louis Le Vau, ‘Eerste Architect van de Koning’ en Charles Le Brun, ‘Eerste Schilder van de Koning’, benoemd werd. Perrault werd tot deze commissie toegelaten vanwege zijn vertaling van het werk van Vitruvius. Oorspronkelijk was het de bedoeling dat Le Vau, Le Brun en Perrault samen aan één project zouden werken maar ze vonden dit een onmogelijke opgave waardoor Perrault en Le Vau elk hun eigen weg gingen. Desondanks Le Vau de hofarchitect van Lodewijk XIV was, werd het ontwerp van Perrault verkozen boven dat van Le Vau. Het ontwerp van Perrault moet vooral gezien worden binnen een theoretisch kader binnen de architectuur.
In die periode kreeg Perrault ook de opdracht toegewezen voor het ontwerpen van l’Observatoire de Paris (1667 – 72). Het gebouw moest een complexe constructie zijn die de glorie en macht van het koninkrijk moest afbeelden en omdat dit moest gebeuren met respect voor de regels van de klassieke bouwkunst werd Perrault aanzien als de geknipte persoon (vanwege zijn uitgebreide theoretische kennis). Later werd zijn ontwerp voor l’Arc de Triomphe (1670) – dat gebouwd werd om de intrede van Lodewijk XIV in Paris in 1660 te herdenken – verkozen boven dat van Le Brun. Deze werd maar gedeeltelijk gebouwd en in 1716 afgebroken. Het is moeilijk te zeggen in hoeverre Perrault daadwerkelijk heeft bijgedragen tot deze – gedeeltelijke – constructie. Verder werkte hij ook nog aan le Château de Sceaux in Hauts-de-Seine in opdracht van Jean-Baptiste Colbert, de Eerste Minister van Lodewijk XIV. Hij kreeg erkenning voor het ontwerp van een Franse orde, voor zijn ontwerp dat het Louvre met de Tuilerieën moest verbinden en voor de reconstructie van Genoveva van Parijs (Genoveva voorgesteld als een vrijstaande kolom/vrijstaand beeld) te Parijs.

### Theorieën
In tegenstelling tot wat tot dan toe (17e eeuw) als algemeen wordt aangenomen beweert Perrault dat er geen vast proportiesysteem bestaat. Hij zegt dat de proporties afhangen van de ontwerper en hierdoor elke ontwerper dus een eigen stijl hanteert. Claude Perrault zegt dat niemand een overeenkomst kan vinden tussen twee gebouwen en of twee auteurs omdat niemand dezelfde regels heeft gevolgd want men vindt in geen enkel traktaat hetzelfde terwijl ze allemaal beweren gebaseerd te zijn op de Oudheid. Uitspraken waarop hij werd afgekeurd door schrijvers uit de 18e eeuw, zoals Briseux, maar waarvoor hij een eeuw later ook werd toegejuicht door Cornelius Gurlitt.
Het ontkennen van een vast proportiesysteem betekent ook het ondermijnen van drie vaste veronderstellingen die daarmee gepaard gingen; de analogie tussen architectuur en de harmonie in de muziek, de invloed die de verhoudingen van de natuur op de verhoudingen bij het ontstaan van de architectuur hadden uitgeoefend en de imitatie van de Oudheid.
Perrault beweert dat schoonheid niet afhankelijk is van proporties en hij onderscheidt twee vormen van schoonheid, namelijk: objectieve schoonheid en arbitraire schoonheid. Objectieve schoonheid wordt door iedereen als mooi ervaren, men herkent dit onmiddellijk en men wordt erdoor beroerd zoals bijvoorbeeld de grootte en de rijkheid van materialen. Arbitraire schoonheid hangt af van gewoonte, het is geen vrije of subjectieve schoonheid maar het is afhankelijk van het volk, de klasse op een bepaalde plaats of op een bepaalde tijd. Ons schoonheidsbeeld wordt bepaald door de macht der gewoonte waardoor de rede opzij geschoven wordt en men dus fouten gaat beginnen tolereren.
Wat betreft de ordegedachtes onderscheidt Perrault twee methodes. Bij de eerste methode verzamelen de architecten de meest gewaardeerde voorbeelden van oude en moderne werken en plaatsen deze naast elkaar zonder verder conclusies uit te trekken. De andere methode impliceert dat men een oordeel gaat vellen aan de hand van meningen van personen met een aanzienlijke autoriteit en eventueel zelf een eigen mening naar voor schuift. Zelf stelt hij een derde methode voor, het systeem van de Ouden. Een eenvoudig verhoudingssysteem - waarbinnen afwijkingen mogelijk zijn - gebaseerd op correcte bronnen uit de Oudheid. Deze proporties zouden dan zodanig gekozen worden zodat ze gemakkelijk zijn onder te verdelen en te onthouden. Latere analyse van zijn voorstellen wijst er echter op dat Perrault koos voor de gulden middenweg tussen de extreme gevallen die te vinden zijn in de geschiedenis zodat zijn regels ook vrij willekeurig zijn opgevat en dus niet stroken met zijn intenties.

#### Boeken
- HERMANN, W., La théorie de Claude Perrault, Brussel: Mardaga, 1980.
- PICON, A., Claude Perrault ou la curiosité d’un classique, Parijs: Picard, 1988.
- PERRAULT, C.; PEREZ-GOMEZ, A., Ordonnance for the five kinds of columns after the method of the ancients (MC EWEN, I.K.), Santa Monica (California, USA): Getty Center for the History of Art and the Humanities, 1993.

#### Artikelen
- ALLAN, B., French Architecture in four new Books: de Brosse, Perrault, Brice and eighteenth-century Aunis and Saintonge, The Burlington Magazine, Vol. 118, 1976, pp. 315 – 317.
- HON, G.; GOLDSTEIN, B.R., From proportion to balance: the background to symmetry in science, Studies In History and Philosophy of Science Part A, Vol. 36, 2005, pp. 1 – 25.
- PETZET, M., Claude Perrault als Architekt des Pariser Observatoriums, Zeitschrift fur Kunstgeschichte, Vol. 30, 1967, pp. 1 – 54.

- Bibsys: 90682878
- Biblioteca Nacional de España: XX1162594
- Bibliothèque nationale de France: cb119297936 (data)
- Author citation (botany): Perrault
- Catàleg d'autoritats de noms i títols de Catalunya: 981058523734506706
- CiNii: DA01225119
- Digitale Bibliotheek voor de Nederlandse Letteren: perr052
- Gemeinsame Normdatei: 118740016
- International Standard Name Identifier: 0000 0001 2121 4436
- KulturNav: eeaf936e-9f6d-4904-a023-c4b82a629e56
- Library of Congress Control Number: n82143147
- Bibliotheek van het Japanse parlement: 001259597
- Nationale Bibliotheek van Tsjechië: nlk20010091744
- Nationale bibliotheek van Australië: 35789289
- Nationale Bibliotheek van Israël: 987007266585105171
- Nationale Bibliotheek van Polen: a0000003639382
- Nederlandse Thesaurus van Auteursnamen: 070916861
- RKD-Nederlands Instituut voor Kunstgeschiedenis: 228566
- Istituto Centrale per il Catalogo Unico: MILV082008
- LIBRIS: 314724
- SNAC: w62f95zz
- Système universitaire de documentation: 027205363
- Trove: 1088604
- Union List of Artist Names: 500025641
- Virtual International Authority File: 14778429
- WorldCat: E39PBJbGWkxCfTwJPpJrgk4Xh3